# CSS Chicora

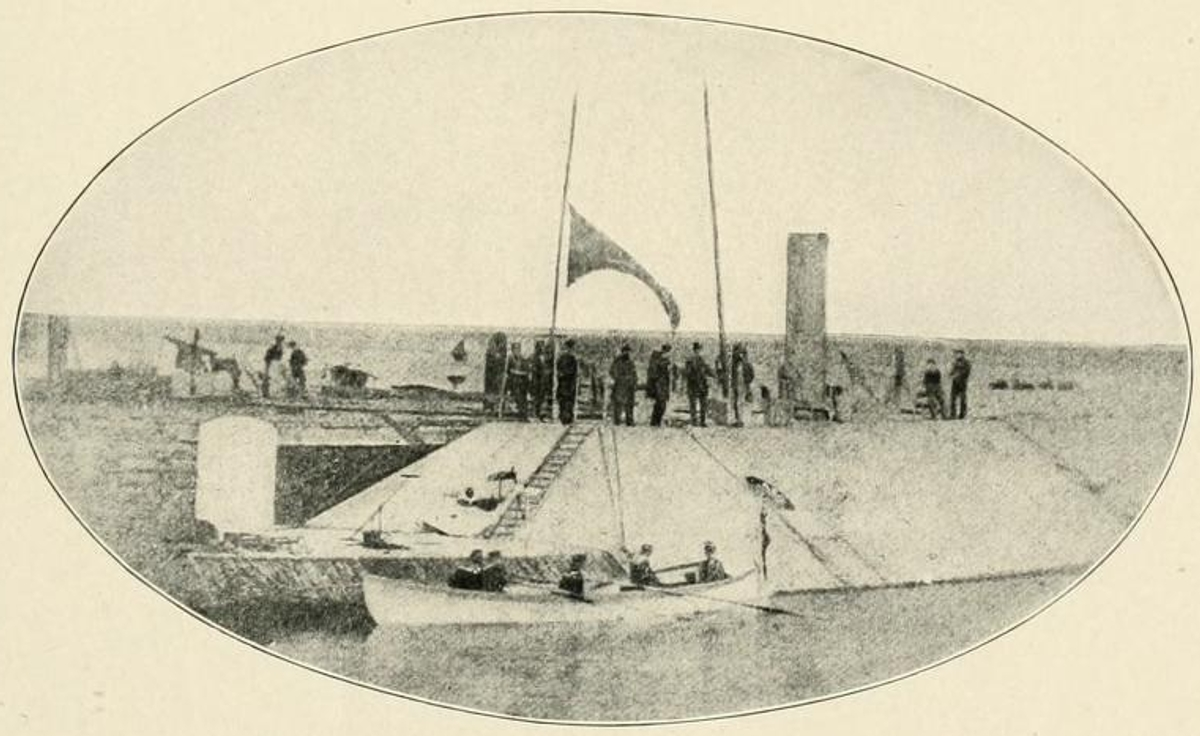
Броненосець південців "Chicora"

CSS Chicora був паровим тараном Конфедерації, який застосовувався під час Громадянської війни у США. Корабель був побудований за контрактом в Чарльстоні, Південна Кароліна в 1862 році.  Джеймс М. Ісон побудував її відповідно до планів Джона Л. Портера , використавши основну частину асигнувань на суму 300 000 доларів на будівництво плавучих батарей; Ісон отримав премію за "майстерність і швидкість".  Металева броня корабля становила 4 дюйми (102 міліметра) на підкладці з 22 дюймів (559 міліметрів) з дубу і сосни.  Закладений у в березні, корабель 
увійшов до складу флоту в листопаді. Його капітаном став командер Джон Рендольф Такер. 
У густому передсвітанковому тумані 31 січня 1863, "Chicora" та CSS "Palmetto State" атакували неброньовані кораблі північан, які здійснювали блокаду, перебуваючи поблизу до входу у гавань Чарльстону. Таранними ударами та артилерійським вогнем, "Palmetto State" примусив USS "Mercedita" здатися, після чого знерухомив  USS "Keystone State", який потім відбуксирували у гавань. "Chicora" тим часом обмінювалась артилерійськими залпами на великій відстані з іншими кораблями Союзу. Броненосець успішно вийшов з цієї перестрілки без значних пошкоджень та відступив з перемогою у захищену гавань.

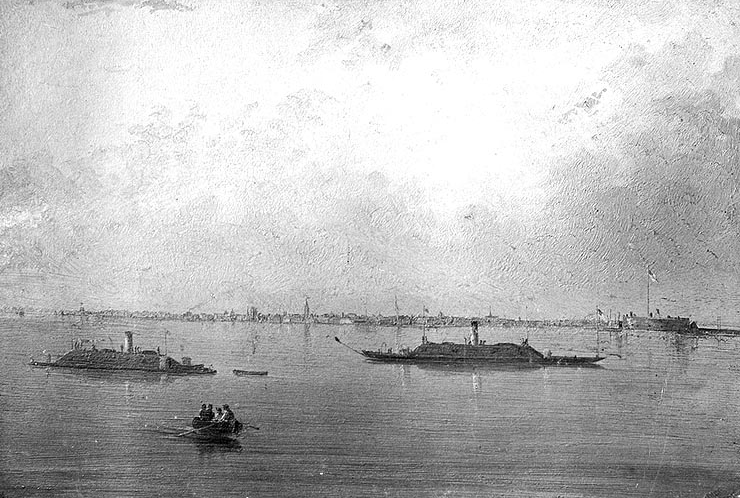
CSS "Chicora" та "Palmetto State" на якорі в гавані Чарльстону

Корабель брав участь у захисті фортів Чарльстону 7 квітня, коли їх атакувала ескадра броньованих моніторів під керівництвом адмірала Семюеля Френсіса дю Понта.  Федеральні кораблі були вимощені відступити для ремонту пошкоджень та відмовились від повторення атаки. 
"Chicora" брав активну участь у боях навколо Чарльстону впродовж 1863 і 1864 років.  Її цінний внесок включав транспортування військ під час евакуації острова Морріс, а також бомбардування фортів Самтер, Грегг і Вагнер.  У серпні 1863 року зі складу її екіпажу були виділені добровольці - капітан та екіпаж для експериментального підводного човна H. L. Hunley. 
  Корабель був знищений конфедератами, коли Чарльстон був евакуйований 18 лютого 1865 року. 